# Белов, Виктор Иванович
Виктор Иванович Белов (16 января 1906 — 16 января 1973, Кишинёв) — советский актёр театра и кино, театральный деятель. Народный артист Молдавской ССР (1958). Заслуженный артист Чечено-Ингушской АССР (1940).

## Биография
Родился Виктор Белов 16 января 1906 года.
Активной сценической деятельностью начал заниматься 1921 года в Мелекесском театре.
С 1939 по 1948 годы служил в Грозненском русском драматическом театре им. М. Ю. Лермонтова. С 1945 года член КПСС.
С 1949 по 1973 годы работал актёром Кишиневского русского театра им. А. П. Чехова. Играл на сценах в Казани, Куйбышеве, Иркутске.
Проживал в Кишинёве. Умер 16 января 1973 года.
Был женат на артистке Тамаре Ивановне Кривцовой.

## Награды и премии
- Народный артист Молдавской ССР — (1958),
- Заслуженный артист Чечено-Ингушской АССР — (1940),
- Орден Трудового Красного Знамени.

## Роли
В театре:
- Телегин («Хождение по мукам» Толстого),
- Петруччио («Укрощение строптивой»),
- Антип, Тетерев («Зыковы», «Мещане»),
- Кошкин («Любовь Яровая»),
- Забелин («Кремлёвские куранты»),
- Вершинин («Три сестры»),
- Кряж («Весёлка» Зарудного),
- Осадчий («После разлуки» бр. Тур),
- Орлов («Пушкин в Молдавии» Сумарокова и Комаровского).

В кино:
- 1965 — «При попытке к бегству» (эпизод);